# Wombwell
Wombwell är en stad i distriktet Barnsley i South Yorkshire i England. Orten har 11 477 invånare (2011). Staden nämndes i Domedagsboken (Domesday Book) år 1086, och kallades då Wanbella/Wanbuelle.